# Cosmoscarta orchymonti
Cosmoscarta orchymonti är en insektsart som beskrevs av Victor Lallemand 1931. Cosmoscarta orchymonti ingår i släktet Cosmoscarta och familjen spottstritar. Inga underarter finns listade i Catalogue of Life.